# 2000년 롯데 자이언츠 시즌
2000년 롯데 자이언츠 시즌은 롯데 자이언츠가 KBO 리그에 참가한 19번째 시즌으로, 김명성 감독이 팀을 이끈 2번째 시즌이다. 팀은 8팀 중 통합승률 5위였으나, 매직리그 2위에 오른 덕에 포스트시즌에 진출했다. 그러나  좌우 에이스 주형광 문동환이 부상 때문에 페넌트레이스를 제대로 소화하지 못한 점, 호세의 미국 복귀에 따른 장타력 부재 - 마땅한 톱타자의 부재,  유격수와 3루수의 불안 탓인지 준플레이오프에서 삼성 라이온즈에 1승 2패로 지며 탈락했다.
한편, 1997년 7선발승으로 팀내 최다 선발승을 기록했던 차명주를 1998년 말 OB에 트레이드시켜 주형광 가득염을 빼면 쓸만한 좌완투수 부재에 시달리자 외야수 손인호를 1998년 말 투수로 전향시켰지만   투수로는 1군에 오르지 못해 전향을 포기하고 다시 외야수로 뛰었다.
그 결과 전년도인 1999년에는   주형광(13선발승)을 빼면 팀내 2선발승 이상 기록한 좌완투수가 없어  시즌 도중 두산에서 김영수를 데려왔는데 이적 첫 해인 2000년 4선발승을 기록했으나 다음 해인 2001년 부상 등  여러가지 사정 탓인지 1선발승에 그쳤고 롯데는 본인(김영수)의 부진 뿐 아니라 주형광이 어깨부상으로 전력에서 이탈하여 2001년 김영수 등 좌완투수가 2선발승 이상 기록하지 못했다.

## 타이틀
- 시드니 올림픽 동메달: 박석진, 손민한
- 올스타 선발: 마해영 (1루수), 박정태 (2루수)
- 올스타전 추천선수: 최기문, 김대익, 손민한
- 출장(타자): 김대익, 김민재 (133)
- 사구: 마해영 (18)
- 완봉: 손민한, 김영수 (1)

### 퓨처스리그
- 남부리그 타율: 조유신 (0.344)
- 남부리그 출루율: 조유신 (0.447)
- 남부리그 장타율: 조유신 (0.623)
- OPS: 조유신 (1.070)
- 남부리그 타점: 조유신 (45)
- 남부리그 도루: 서한규 (14)

## 선수단
- 선발투수: 손민한, 주형광, 문동환, 기론, 박지철, 박보현
- 구원투수: 김영수, 임경완, 정원욱, 전영삼, 김사율, 가득염, 임봉춘, 염종석, 이정훈, 강민영
- 마무리투수: 박석진, 강상수
- 포수: 최기문, 박경진, 강성우
- 1루수: 마해영
- 2루수: 박정태, 조성환, 박기혁, 이동욱
- 유격수: 김민재
- 3루수: 박현승, 조유신, 한규식, 공필성
- 좌익수: 조경환, 손인호, 엄정대, 박종일
- 중견수: 김대익, 우드, 임재철
- 우익수: 화이트, 유필선
- 지명타자: 김응국, 임수혁, 박창원, 차정국, 김무성

## 여담
- 임수혁은 4월 18일 LG 트윈스와의 경기 중 심장마비로 쓰러져 식물인간이 되었다. 이로 인해 시즌 후 자유계약 공시가 되었고, 10년 후에 결국 세상을 떠났다.
- 임경완은 4월 28일 삼성 라이온즈와의 경기에서 구단 사상 첫 홀드를 기록했다.
- 손민한은 올스타전 2차전에서 KBO 올스타전의 1호 홀드의 주인공이 되었다.
- 조경환은 이 시즌 KBO 리그 역대 단일 시즌 현대 유니콘스 상대 최다 삼진(25) 기록을 세웠다.
- 2001 신인 드래프트에서 1차 지명으로 추신수를 지명했으나 추신수의 해외 진출로 인해 입단이 불발되었다. 이로써 이 시즌 롯데 자이언츠는 1차 지명을 통해 아무도 입단시키지 못한 KBO 리그 사상 첫 케이스가 되었다.